# Chiesa di San Gregorio Papa

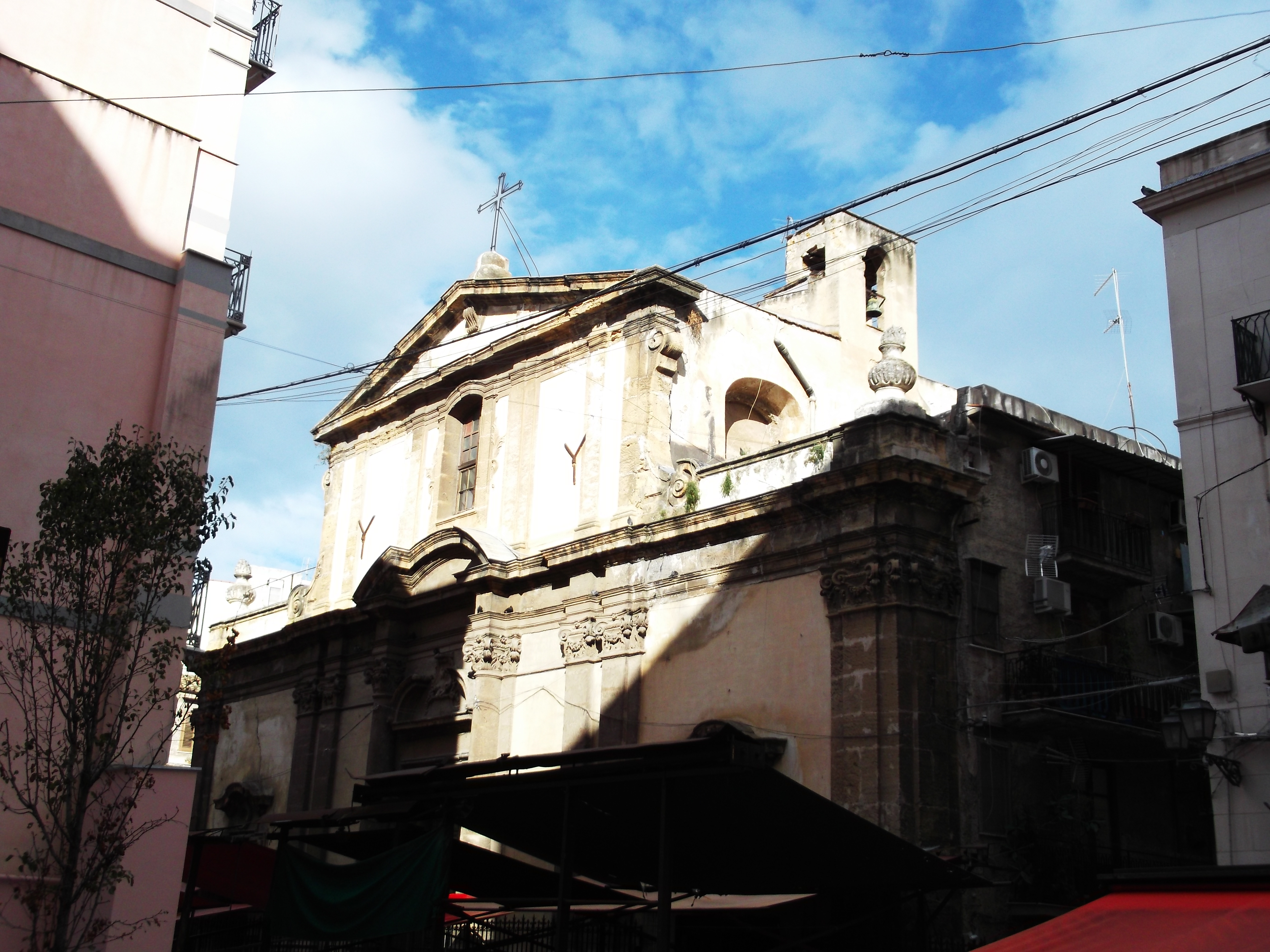
San Gregorio Papa

Chiesa di San Gregorio Papa (degli Agostiniani Scalzi) ist ein Kirchengebäude des Spätbarock in Palermo.
Die im Stadtteil Capo an der Via Porta Carini gelegene Kirche stammt ursprünglich aus dem 14. Jahrhundert und war der Heiligen Therese geweiht. Angeblich während eines Sarazenenüberfalls wurde sie 1686 zerstört und erst 1740 wieder aufgebaut. Ihr wurde ein kleines Kloster der Augustiner beigefügt.
Die schlichte Fassade wird durch ein mit Säulen gerahmten Portikus beherrscht, der nach oben von einem gesprengten Segmentgiebel abgeschlossen wird. Über der Pforte befindet sich das Wappen der Confraternita di Maria Ss. del Paradiso, die seit 1882 das Patronat über die Kirche hat.
Der einschiffige Kirchenraum mit Seitenkapellen wird durch eine halbrunde Apsis abgeschlossen. Die Wände sind durch Pilaster gegliedert, die oben von Palmetten und Girlanden verzierten Kapitellen abgeschlossen werden und durch ein rhythmisch gegliedertes Gebälk verbunden werden.
Über den Hof ist die hinter der Apsis liegende rechteckige Säulenkrypta zu erreichen.